# Georges Bousquet

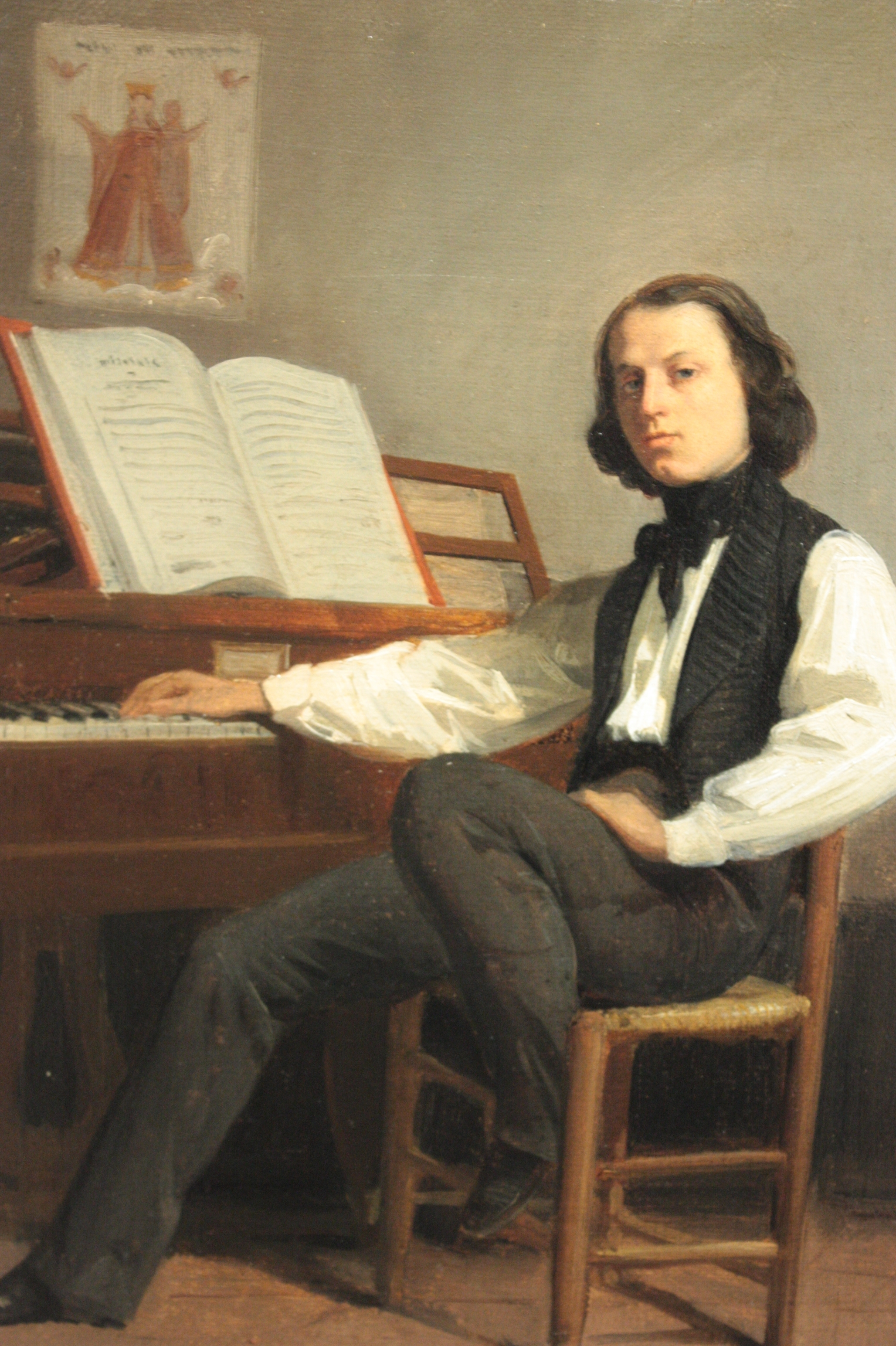
Georges Bousquet

Georges Bousquet (* 12. März 1818 in Perpignan; † 15. Juni 1854 in Saint-Cloud) war ein französischer Komponist, Dirigent und Musikkritiker.

## Leben
Bousquet studierte am Conservatoire de Paris und erhielt 1838 den Premier Grand Prix de Rome. Ab 1847 war er Kapellmeister an der Pariser Oper von 1849 bis 1851 am Théâtre-Italien. Er war Mitglied der Prüfungskommission des Conservatoire und arbeitete als Musikkritiker für die Zeitschriften L’Illustration, Le Commerce und Gazette musicale de Paris.
Bousquet komponierte drei Opern: L’Hôtesse de Lyon (Uraufführung am Conservatoire de Paris 1844), Le Mousquetaire (Uraufführung an der Opéra-Comique 1844) und Tabarin (Uraufführung am Théâtre-Lyrique 1852). Außerdem schrieb er Kammermusik, einige kirchenmusikalische Werke und eine Kantate.